# Grabno (województwo warmińsko-mazurskie)
Grabno (niem. Weitzdorf) – osada w Polsce położona w województwie warmińsko-mazurskim, w powiecie kętrzyńskim, w gminie Kętrzyn.
W latach 1975–1998 miejscowość administracyjnie należała do województwa olsztyńskiego.
Wieś należy do sołectwa Muławki.

## Historia
Wieś wymieniana była w roku 1370.
W 1913 właścicielem majątku ziemskiego w Grabnie o powierzchni 511 ha był Johan Pavenstedt. Po 1945 powstał tu PGR, który przed likwidacją wchodził w skład PPGR Smokowo.
W roku 2000 we wsi było 98 mieszkańców.

## Dwór
Założenie przestrzenne zespołu dworsko-gospodarczego było tu nietypowe w okolicy, ponieważ budynki gospodarcze rozmieszczone były na obwodzie koła. Częścią tego obwodu był fragment parku oddzielający dwór od podwórza.
Dwór w Grabnie wybudowany został w pierwszych latach XX wieku. Budowle zrealizowano na rzucie prostokąta. Dwór posiada dwie kondygnacje, a na osi elewacji wzdłużnych ryzality. Budynek przykryty jest dachem naczółkowym. Dach jednego z ryzalitów jest czteropołaciowy, w części przeszklony – oświetlenie klatki schodowej. Ryzalit od frontu posiada wgłębiony ganek, przysłonięty od zewnątrz trzema arkadami.
Dwór w ostatnim okresie funkcjonowania PGR wykorzystywany był na mieszkania pracownicze. Park przy dworze został zniszczony, brakuje także większości dawnych zabudowań gospodarczych. Dwór obecnie jest własnością osoby fizycznej.